# Tunel czasoprzestrzenny
Tunel czasoprzestrzenny (ang. wormhole), początkowo też nazywany mostem Einsteina-Rosena – hipotetyczna właściwość topologiczna czasoprzestrzeni będąca rodzajem „skrótu” pomiędzy co najmniej dwoma obszarami Wszechświata lub rodzajem mostu łączącego wszechświaty. Tunele czasoprzestrzenne są przedmiotem poszukiwań i sporów współczesnych fizyków. Nie zanotowano dotąd żadnych obserwacji wskazujących na ich istnienie, choć ogólna teoria względności Alberta Einsteina dopuszcza istnienie tuneli w niektórych modelach czasoprzestrzeni.
Tunele czasoprzestrzenne umożliwiałyby podróż do odległych regionów Wszechświata we względnie krótkim czasie, szybciej niż dotarłoby tam światło, jednak – co jest ich wyróżniającą zaletą – bez konieczności przekroczenia prędkości światła w próżni dla podróżującego (patrz dalej: przemierzalne tunele czasoprzestrzenne).
Ponieważ tunele łączą ze sobą regiony czasoprzestrzeni, umożliwiałyby one nie tylko podróż do odległych regionów, lecz również podróżowanie w czasie.
Obecne wyliczenia wskazują na to, iż nawet gdyby tunele czasoprzestrzenne istniały, to byłyby one zbyt niestabilne, by cokolwiek (włącznie z energią) można przez nie przesłać. Systematycznie pojawiają się tu jednak nowe hipotezy negujące starsze.

## Źródła koncepcji
Według Colemana i Korte pomysł tunelu czasoprzestrzennego został wprowadzony w 1921 roku przez Hermanna Weyla podczas jego badań nad masą w polu elektromagnetycznym.
Jedna z pierwszych prac wskazująca na możliwość istnienia tuneli pod kątem teorii względności to opublikowany w 1935 roku most Einsteina-Rosena. Albert Einstein i Nathan Rosen wspólnie odkryli, że połączenie modelu czarnej dziury z modelem tzw. białej dziury, prowadzi do powstania rodzaju tunelu w czasoprzestrzeni. Jako że był to jedyny znany tunel, jego nazwa przez długi czas określała wszystkie tunele. Wiele wkładu nad badaniami tuneli włożyli amerykańscy fizycy John Archibald Wheeler i Robert Fuller w latach 60., którzy udowodnili m.in., że mosty Einsteina-Rosena są niestabilne i zapadłyby się same w sobie, zanim cokolwiek mogłoby je przemierzyć. Angielska nazwa tuneli Wormhole (dziurka robaka) została wprowadzona w 1957 roku przez Johna Wheelera, jako analogia do robaczka na powierzchni jabłka, który drąży dziurkę, by przedostać się na drugą stronę. Bardziej praktyczny termin spacetime shortcut (skrót czasoprzestrzenny) został zaproponowany przez Sergieja Krasnikova dla tuneli umożliwiających przesyłanie materii i energii.

## Definicja
Tunel czasoprzestrzenny łączący regiony tego samego wszechświata to mały obszar czasoprzestrzeni, który łączy odległe fragmenty czasoprzestrzeni. Na grafice przedstawiono to schematycznie.

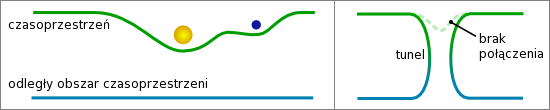
Graficzna definicja tunelu (po prawej) i porównanie do zwyczajnej czasoprzestrzeni (lewa strona), która ulega zakrzywieniu, np. wokół gwiazd i planet, ale pozostaje ciągła

## Klasyfikacja
Ze względu na połączenie wyróżnia się tunele czasoprzestrzenne:
- wewnętrzne (ang. intra-wormholes) – łączące miejsca lub czasy i miejsca tego samego wszechświata
- zewnętrzne (ang. inter-wormholes) – łączące ze sobą miejsca i czasy różnych wszechświatów. Spekuluje się, że dzięki takim tunelom można by przedostać się do wszechświatów równoległych (zobacz: wieloświaty).

Ze względu na model obliczeniowy:
- tunele lorenzowskie (ang. lorenzian) – analizowane głównie pod kątem teorii względnosci oraz klasycznej grawitacji
- tunele euklidesowe (ang. euclidian) – analizowane przeważnie pod kątem fizyki cząsteczek (zobacz też: mikroskopijny tunel czasoprzestrzenny)

Ze względu na właściwości:
- tunele przenikalne (ang. traversable) – umożliwiające przesłanie przez nie materii lub co najmniej energii, dziś znane modele są na ogół odmianą tuneli lorenzowskich
- tunele nieprzenikalne (ang. non-traversable) – nie jest możliwe przesłanie materii, energii lub informacji. Przykładem takiego tunelu jest most Einsteina-Rosena.

## W fikcji

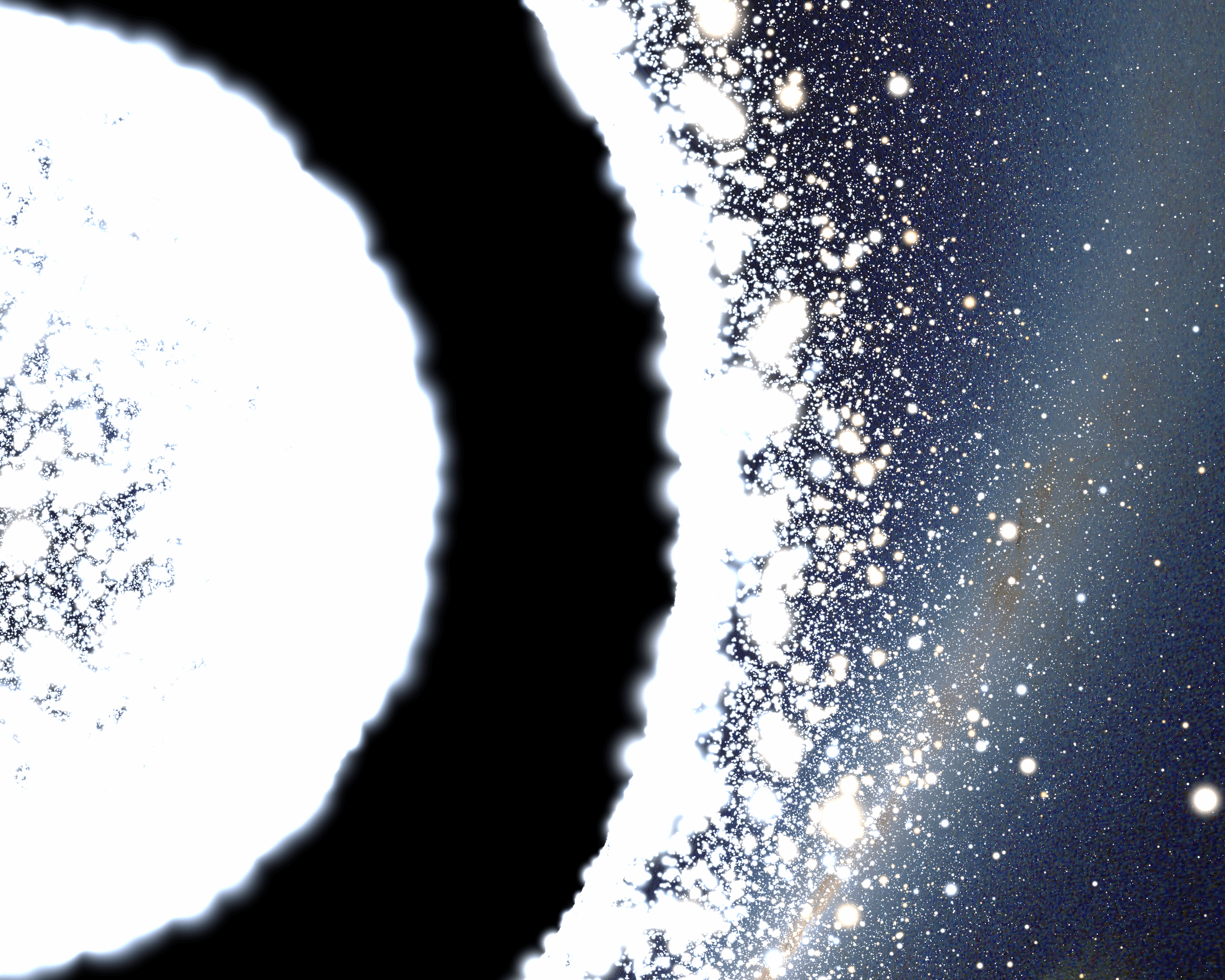
Przykład teoretycznego tunelu czasoprzestrzennego, jaki mógłby zobaczyć obserwator po przejściu przez horyzont czarnej dziury. Oprócz obszaru w pobliżu cienia czarnej dziury, grawitacyjne efekty przesunięcia ku czerwieni sprawiają, że niebo w tle jest bardzo ciemne. Część obszarów nie będzie dostępna dla obserwatora ze względu na nieuniknione i stosunkowo krótkie dążenie do osobliwości.

Tunele czasoprzestrzenne, dzięki swojej własności skracania podróży międzygwiezdnych, są popularnym motywem fantastyki naukowej. Przykładami ich wykorzystania są między innymi bajorański tunel podprzestrzenny w serialu Star Trek: Stacja kosmiczna, tunel prowadzący do gwiazdy Wega w filmie Kontakt, na podstawie powieści Carla Sagana o tym samym tytule, wir czasu w serialu Doktor Who czy portal łączący między sobą Gwiezdne wrota w tak samo zatytułowanej serii. W 2014 roku Christopher Nolan wykorzystał ideę tunelu czasoprzestrzennego w filmie Interstellar. Tunel istniał również w filmie Paula W.S. Andersona z 1997 roku Event Horizon o polskim tytule Ukryty Wymiar .Tunel czasoprzestrzenny służący do podróży w czasie w 33-letnich cyklach został użyty w serialu Netfilixa Dark.